# San Gregorio da Sassola
San Gregorio da Sassola là một đô thị ở tỉnh Roma in the Italian region Latium, có cự ly khoảng 30 km về phía đông của Roma. Tại thời điểm ngày 31 tháng 12 năm 2004, đô thị này có dân số 1.466 người và diện tích là 35,2 km².
San Gregorio da Sassola giáp các đô thị: Capranica Prenestina, Casape, Castel Madama, Ciciliano, Poli, Roma, Tivoli.

## Twin towns
- Hammonton, New Jersey, Mỹ